# Leva hemiptera
Leva hemiptera is een rechtvleugelig insect uit de familie veldsprinkhanen (Acrididae). De wetenschappelijke naam van deze soort werd voor het eerst geldig gepubliceerd in 1952 door Boris Petrovich Uvarov.